# Alphonse Muscat
Pour les articles homonymes, voir Muscat.
Alphonse Muscat, né le 24 octobre 1871 à Genève, et mort le 1er juillet 1944 à Bourg-en-Bresse, est un sculpteur français.
Il s'est illustré dans les monuments aux morts, en particulier dans le département de l'Ain.

## Biographie
Alphonse Muscat naît le 24 octobre 1871 à Genève du mariage de Joseph Muscat, tailleur de pierre, et de Marie Sélignat, repasseuse, demeurant au 15, rue des Gares à Genève.
Il étudie à l'École des beaux-arts de Lyon puis à l’École des beaux-arts de Paris où il est élève de Louis-Ernest Barrias.
Il obtient en 1913 une commande pour la statue de général Joubert au pavillon de Marsan du palais du Louvre à Paris,.
Il a réalisé une vingtaine de monuments aux morts dans l'Ain.
Le musée municipal de Bourg-en-Bresse conserve un fonds de ses œuvres.

## Distinction
Alphonse Muscat est nommé chevalier de l'ordre national de la Légion d'honneur par décret du 31 juillet 1934.

## Hommage
Une avenue porte son nom à Bourg-en-Bresse.

## Œuvres
- Monument au Docteur Hudellet, 1913, buste en bronze, Bourg-en-Bresse, Hôtel-Dieu, œuvre disparue[10],[11],[12].
- Le Général Joubert, vers 1913, Paris, palais du Louvre, aile de Rohan.
- L'Aigle des Balmettes, 1914, haute-relief en pierre et statue en bronze, Ambérieu-en-Bugey.
- Bressanne en costume traditionnel, vers 1920, statue en bronze, Saint-Cyr-sur-Menthon, Domaine des Saveurs - Les Planons[13].
- Jules Migonney, 1931, buste en bronze, Bourg-en-Bresse, musée municipal.
- Eugène Dubois, 1933, bas-relief en bronze, Bourg-en-Bresse, musée municipal.
- Docteur Marie-Gabriel Boccard, 1937, buste en pierre, Bourg-en-Bresse, musée municipal.
- Sarcleuse regardant l'heure au soleil, statue en pierre, Bourg-en-Bresse, square Joubert.
- Le Retour du Grand-père, groupe en pierre, Bourg-en-Bresse, parc de la Visitation.
- Monument à Francisque Allombert, buste en pierre, Cerdon.

### Monuments aux morts
- Monument de la Victoire, 1925, groupe en pierre, Bourg-en-Bresse, square des Quinconces.
- Monument aux morts de Bâgé-la-Ville, statue en pierre, architecte : Devillard[14].
- Monument aux morts de Buellas[Note 2].
- Monument aux morts de Chaveyriat, haut-relief en pierre.
- Monument aux morts de Confrançon, haut-relief en pierre.
- Monument aux morts de Druillat, statue en pierre.
- Monument aux morts de Jujurieux, statue en bronze.
- Monument aux morts de Lagnieu, haut-relief en pierre.
- Monument aux morts de Marboz, buste en pierre, architecte :  Tony Ferret[14].
- Monument aux morts de Mézériat, haut-relief en pierre.
- Monument aux morts de Mijoux.
- Monument aux morts de Pont-d'Ain, haut-relief en pierre[14].
- Monument aux morts de Pont-de-Vaux, statue en bronze, réalisée par Givord d'après le projet d'Alphonse Muscat[14].
- Monument aux morts de Priay.
- Monument aux morts de Saint-Jean-le-Vieux, Vision du foyer, groupe en pierre[14].
- Monument aux morts de Saint-Martin-du-Mont, haut-relief en pierre[14].
- Monument aux morts de Saint-Paul-de-Varax, bas-relief en pierre.
- Monument aux morts de Treffort, buste en bronze du Poilu victorieux, architecte : Tony Ferret[14].
- Monument aux morts de Villars-les-Dombes, statue en pierre.
- Monument aux morts de Vonnas, haut-relief en pierre.

Œuvres d'Alphonse Muscat
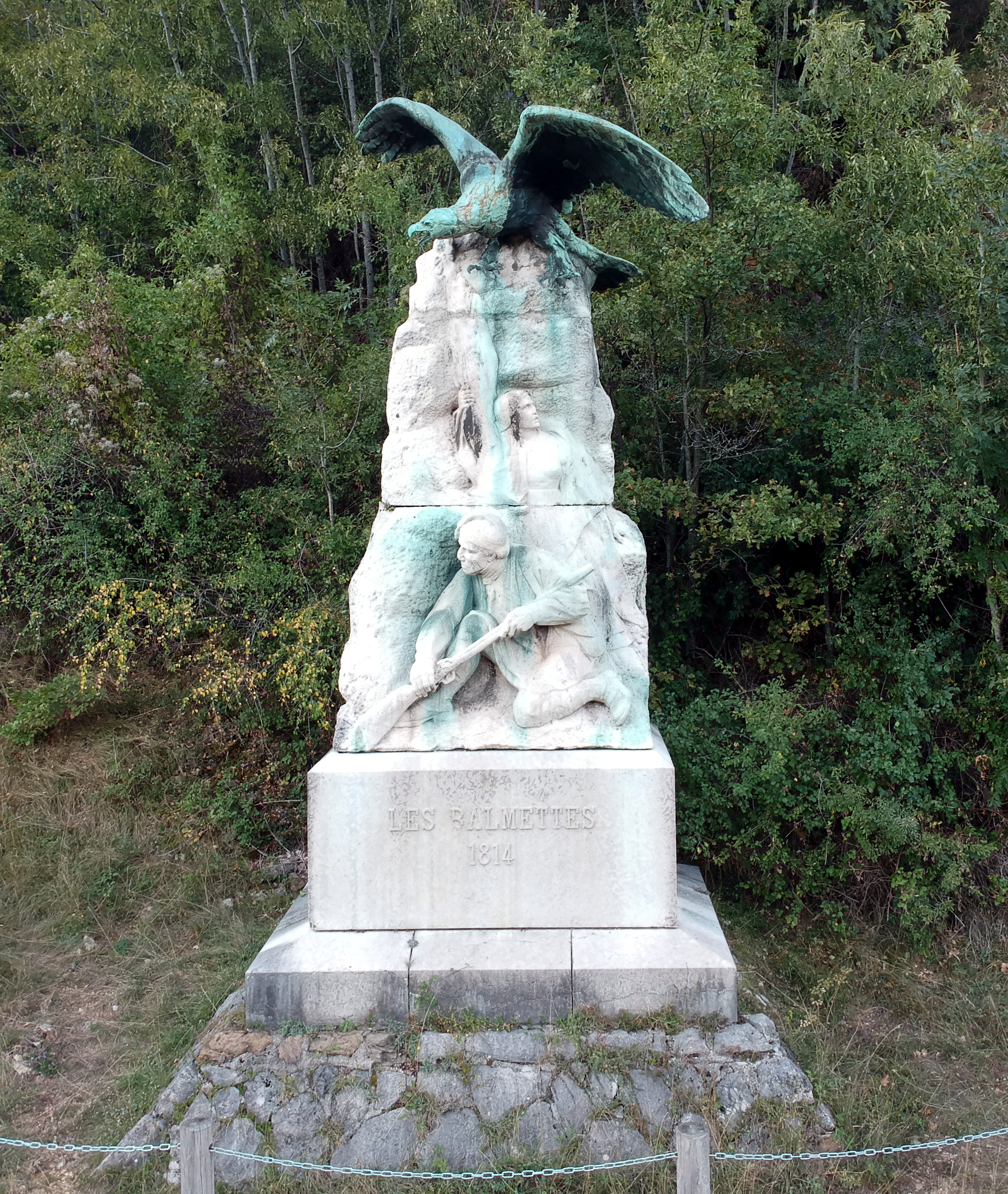
L'Aigle des Balmettes (1914), Ambérieu-en-Bugey.
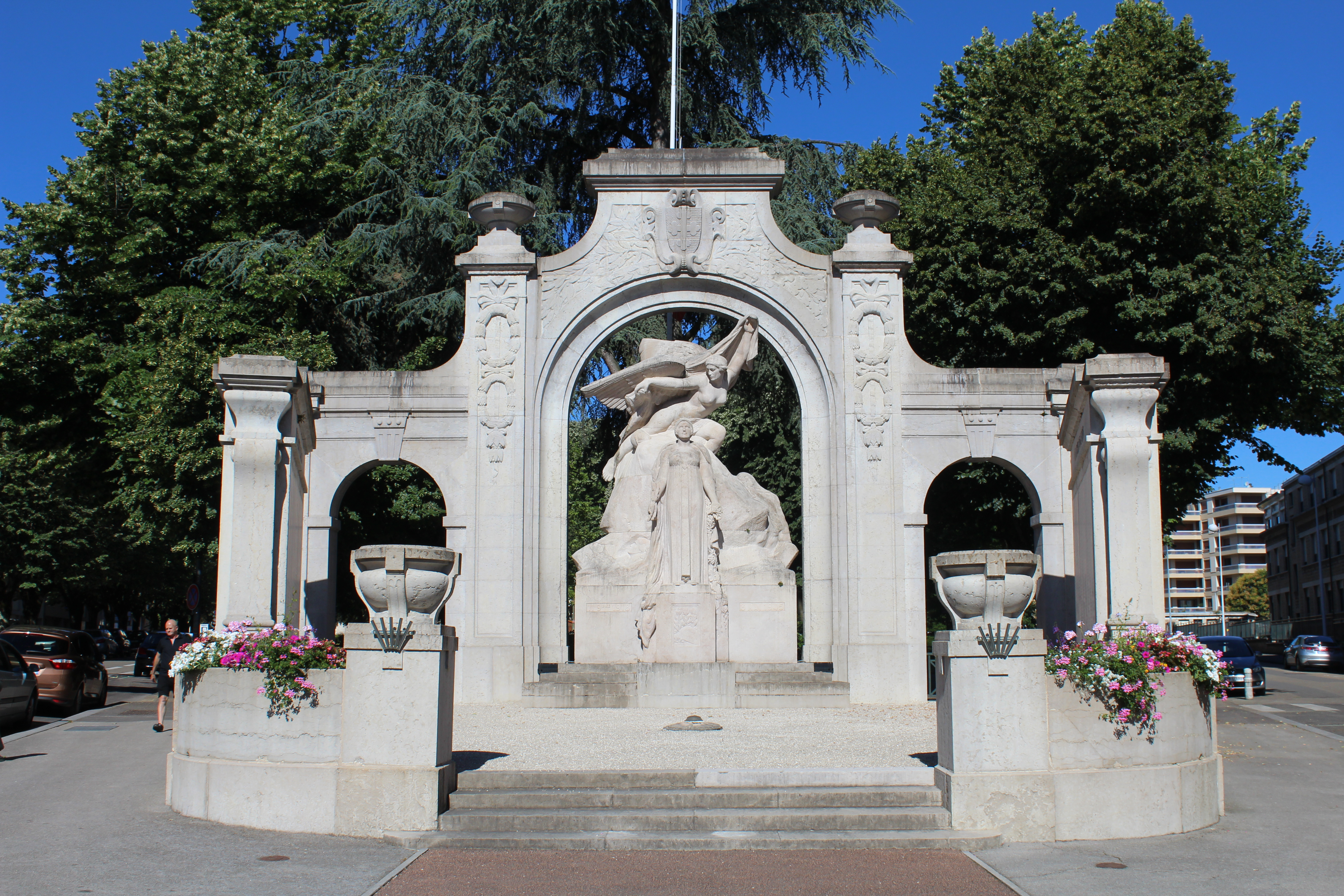
Monument de la Victoire (1925), Bourg-en-Bresse, square des Quinconces.
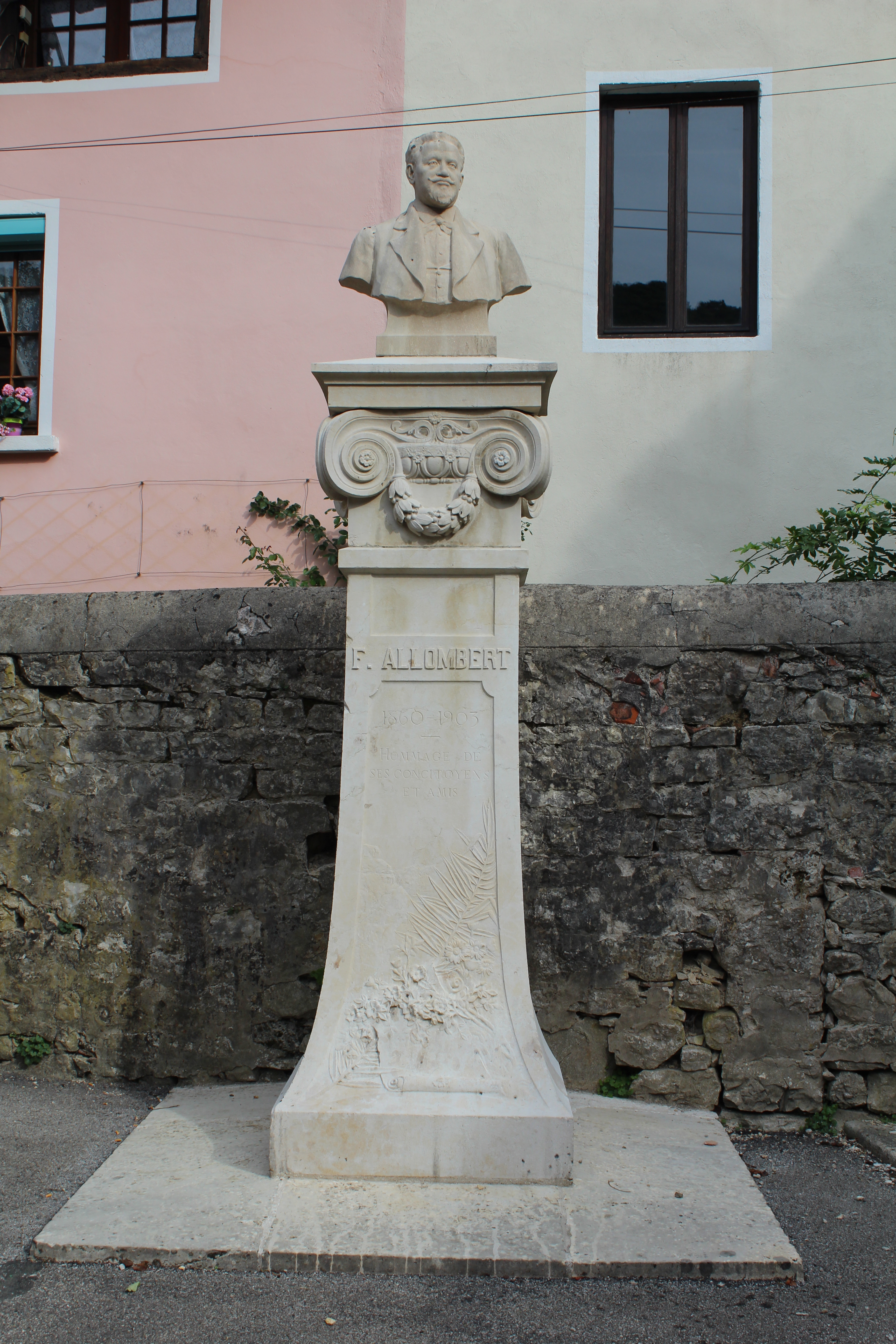
Monument à Francisque Allombert, Cerdon.
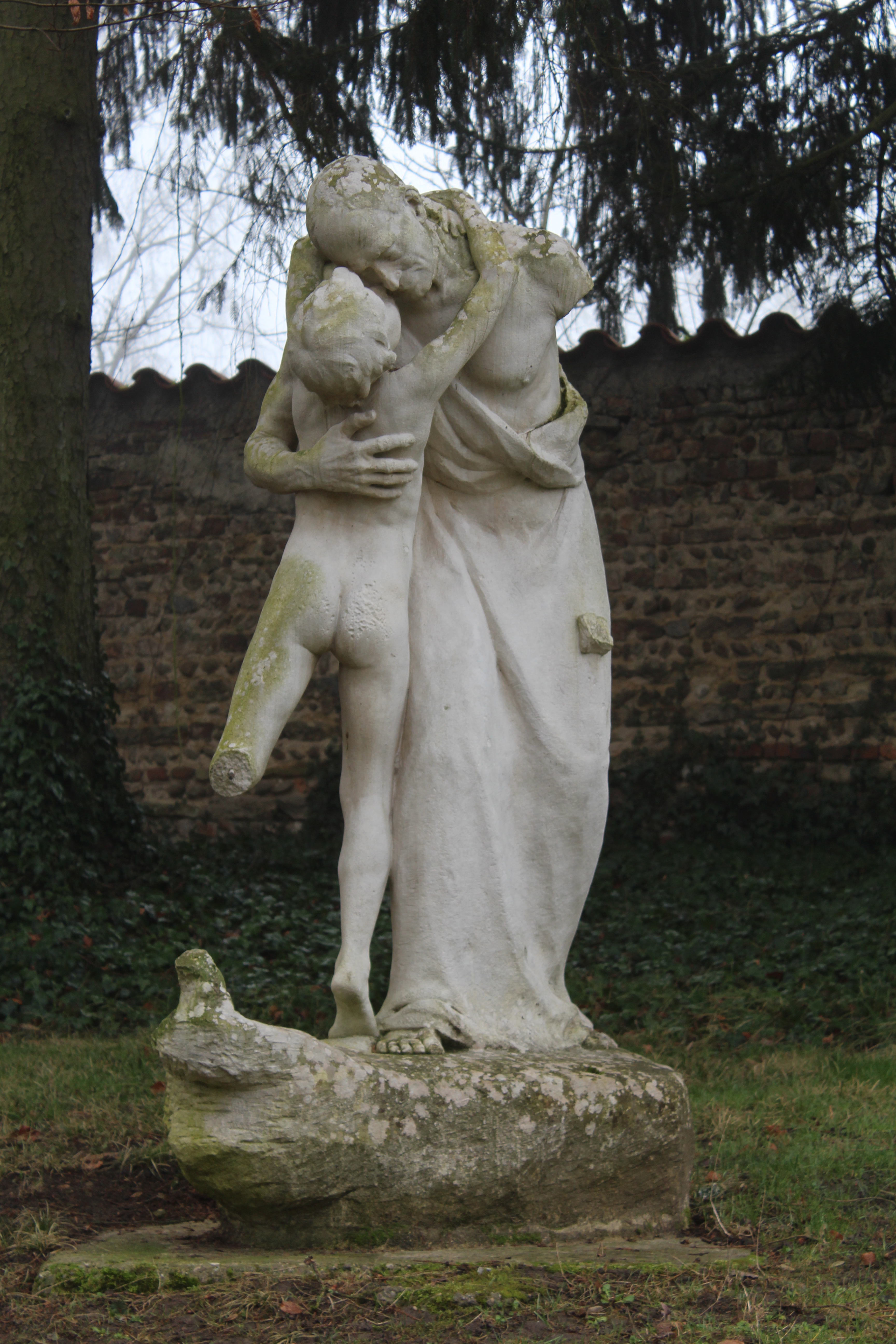
Le Retour du Grand-père, Bourg-en-Bresse, parc de la Visitation.
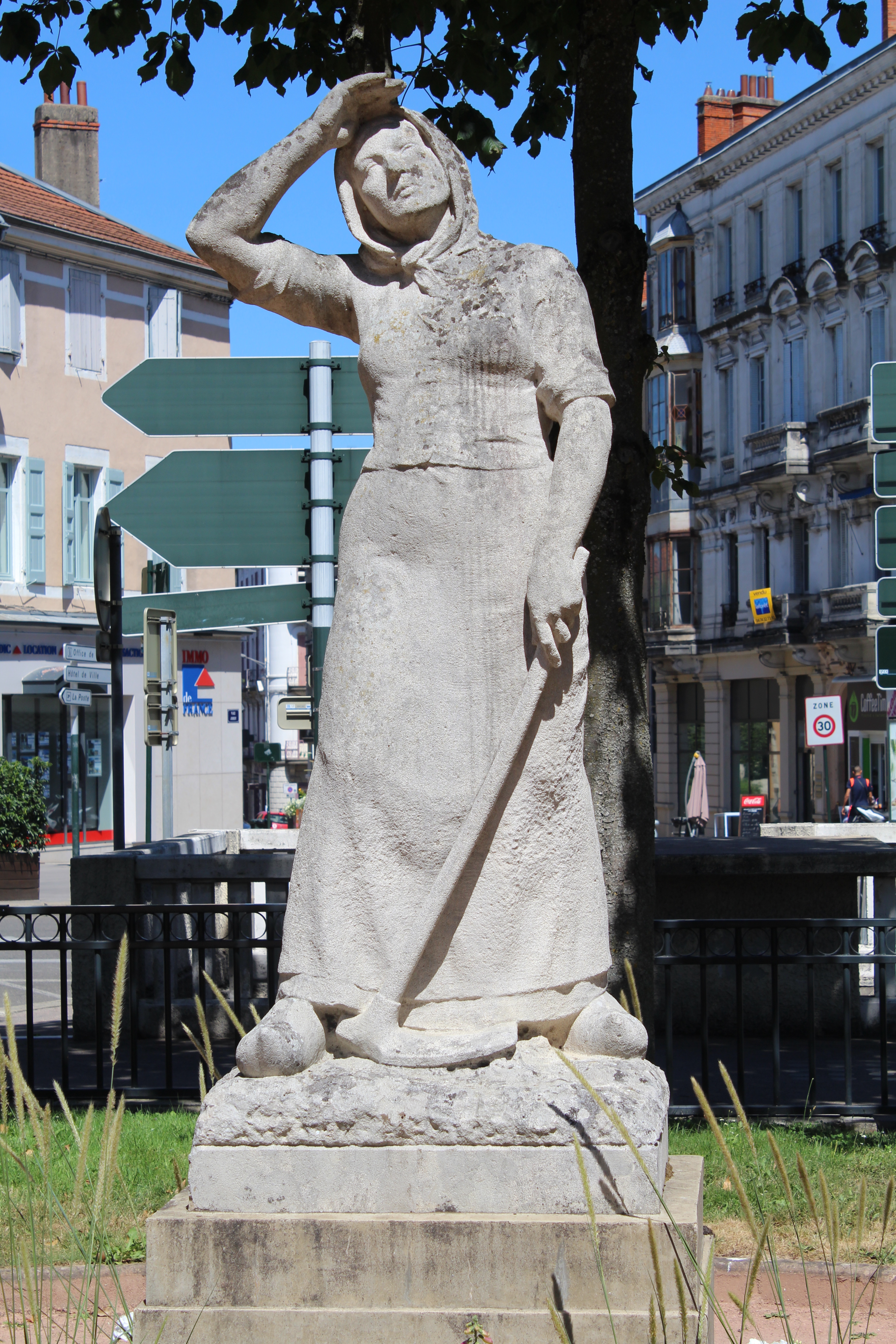
Sarcleuse regardant l'heure au soleil, Bourg-en-Bresse, square Joubert.
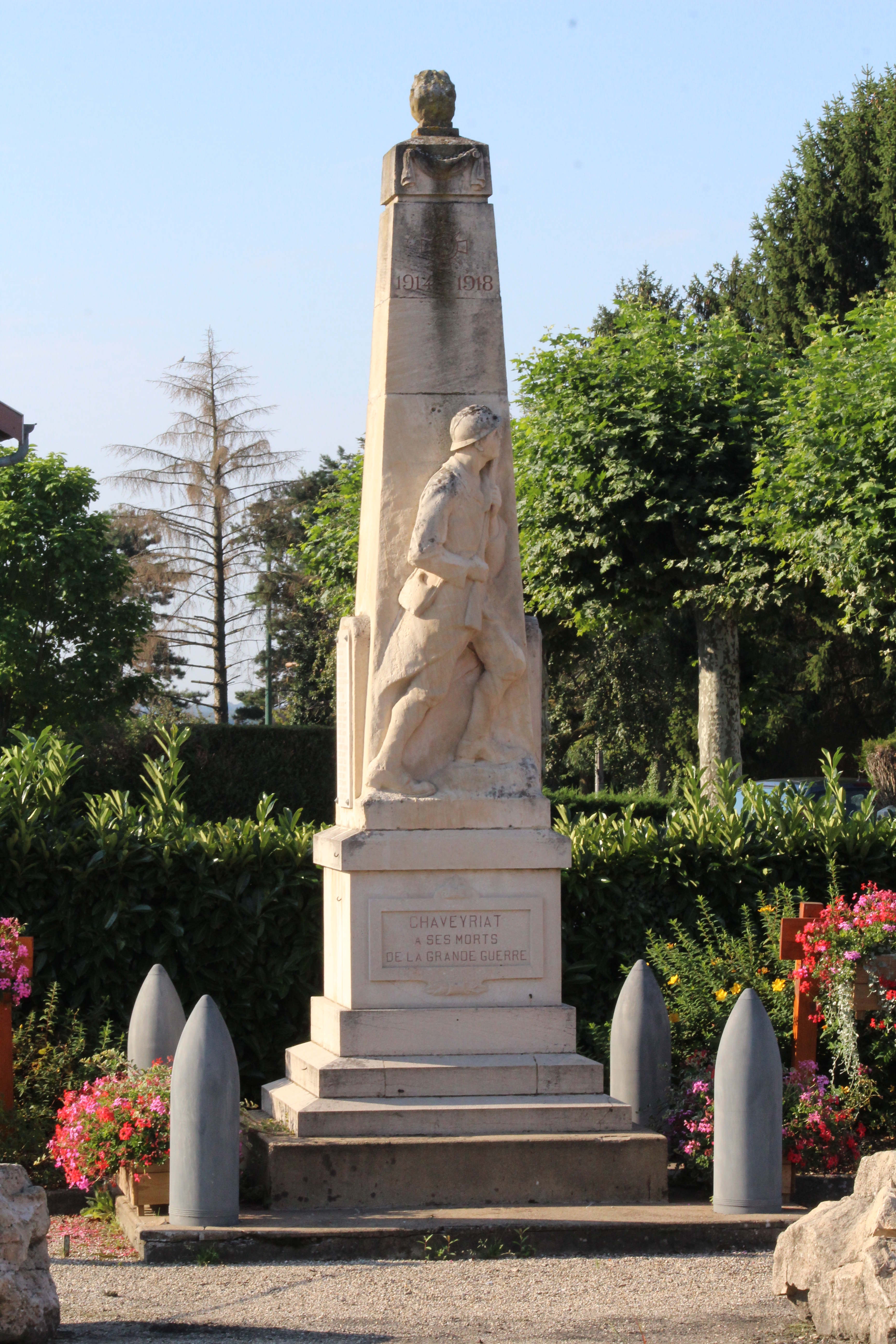
Monument aux morts de Chaveyriat.
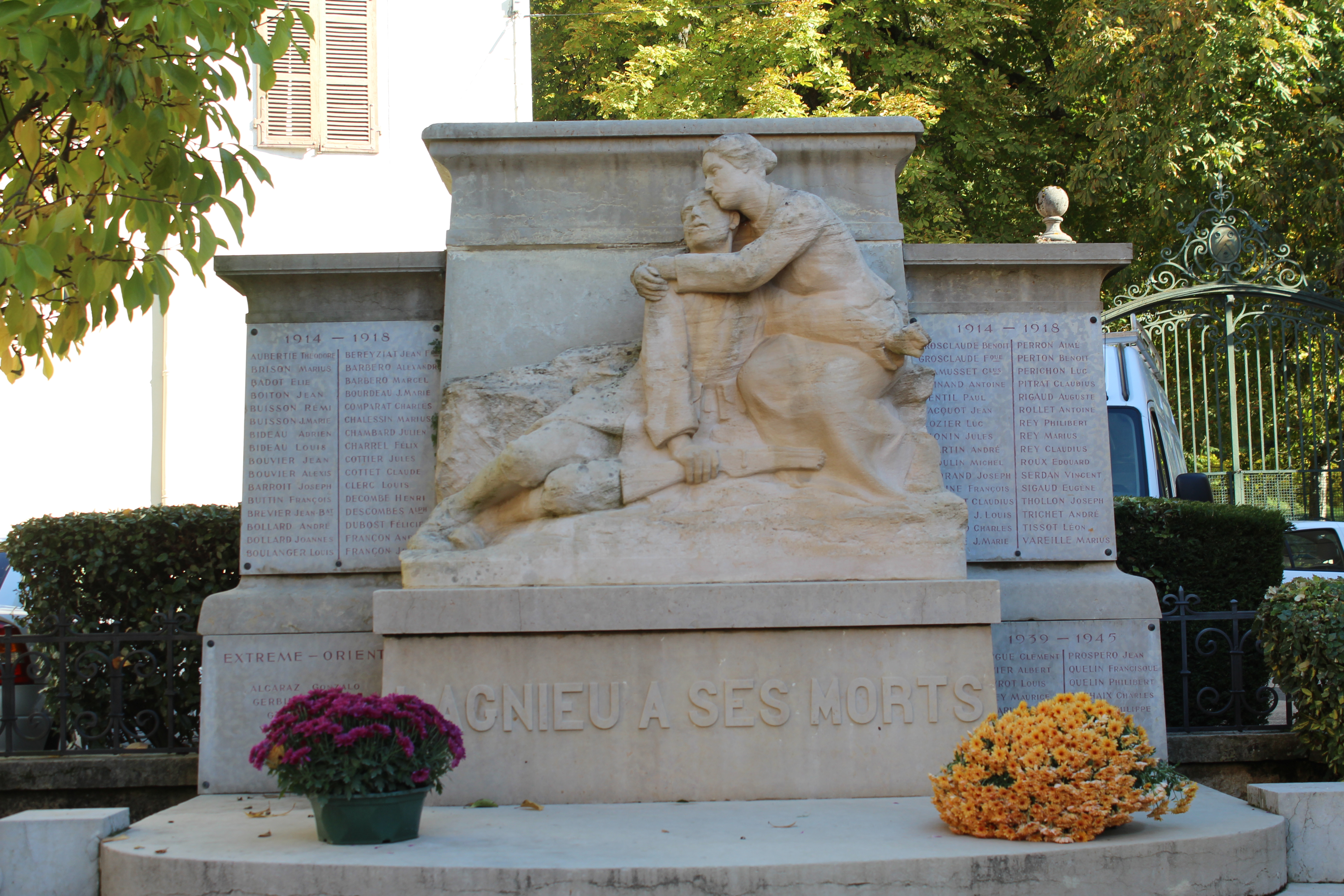
Monument aux morts de Lagnieu.
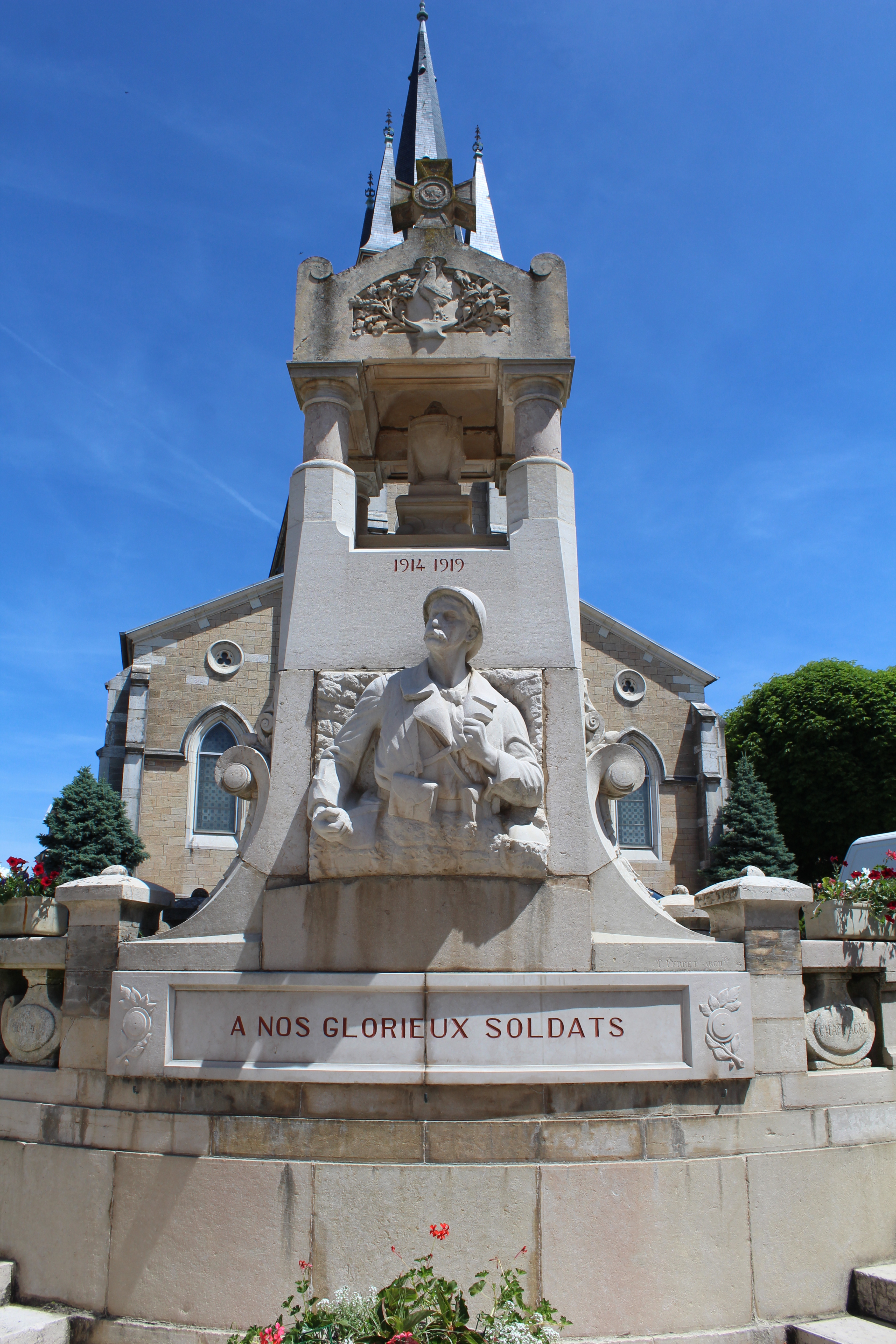
Monument aux morts de Marboz.
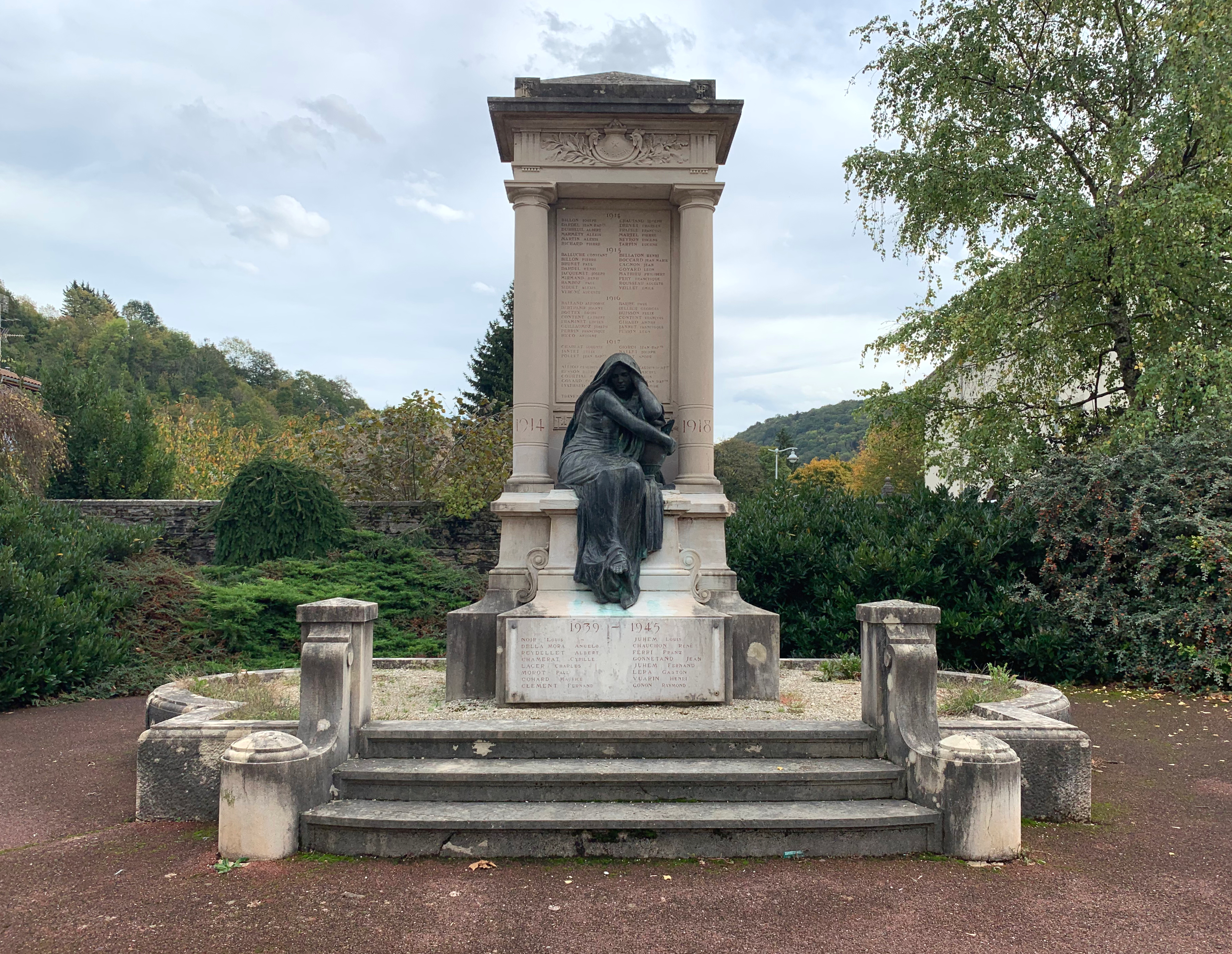
Monument aux morts de Jujurieux
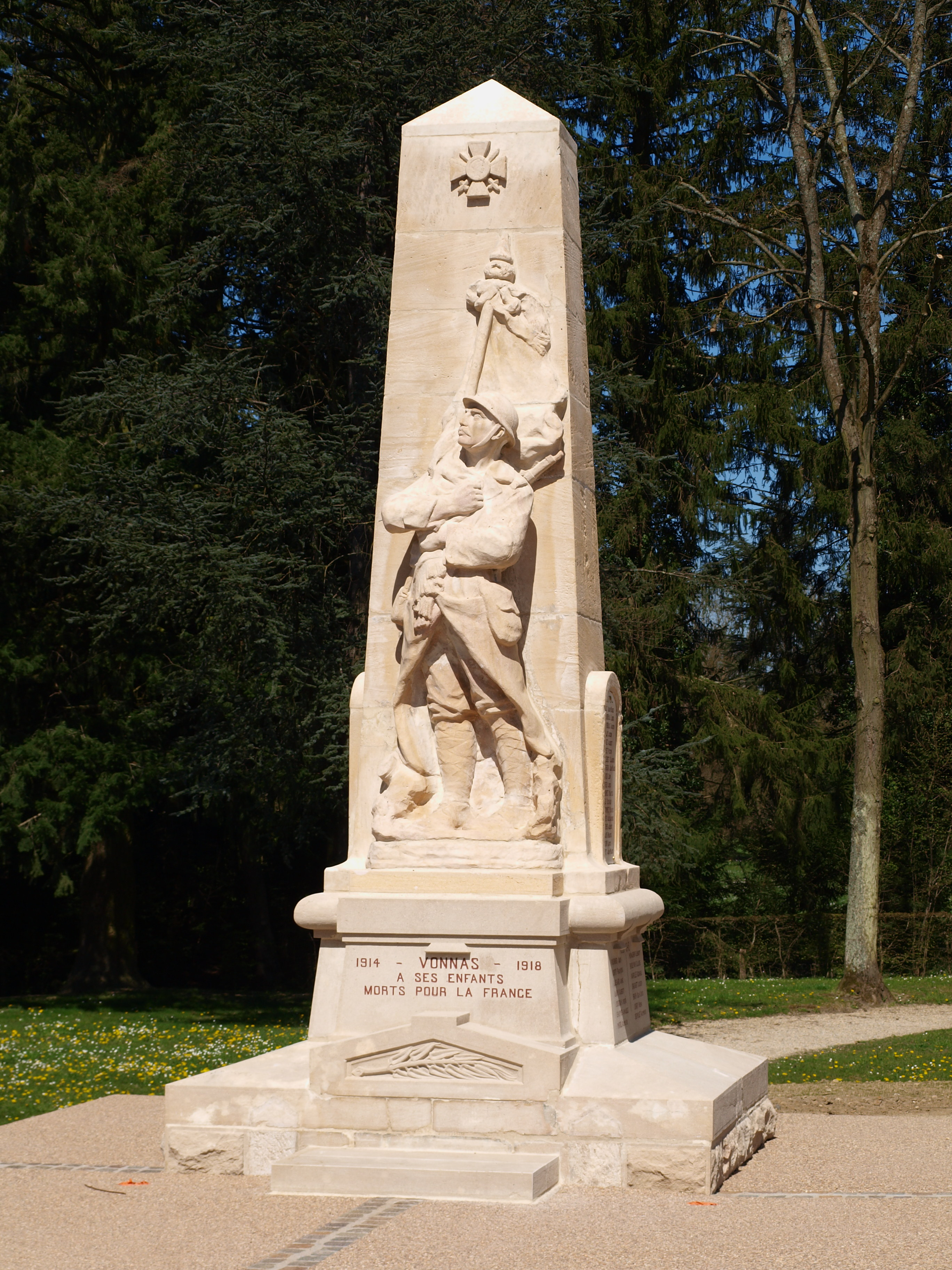
Monument aux morts de Vonnas.

## Hommages
- Une avenue de Bourg-en-Bresse porte son nom.